# Yū
Yū (jap. ゆう, ユウ) – imię japońskie noszone zarówno przez kobiety, jak i przez mężczyzn.

## Możliwa pisownia
Yū można zapisać używając wielu różnych znaków kanji i może znaczyć m.in.:
- 優, „delikatny”[1] (występują też inne wymowy tego imienia: Masaru, Yutaka)
- 夕, „wieczór”
- 友, „przyjaciel”
- 有, „kwalifikowany”
- 勇, „odwaga” (występuje też inna wymowa tego imienia: Isamu)
- 祐, „pomoc” (występuje też inna wymowa tego imienia: Hiroshi)
- 雄, „męski”
- 悠, „odległy” (występuje też inna wymowa tego imienia: Haruka)
- 由宇, „powód, okap”
- 侑, „pomoc”
- 裕, „obfity”

## Znane osoby
- Yū Abiru (優), japońska idolka
- Yū Aoi (優), japońska aktorka i modelka
- Yū Asagiri (夕), japońska mangaka
- Yū Asakawa (悠), japońska seiyū
- Yū Etō (裕), japoński piłkarz
- Yū Hasegawa, japoński piłkarz
- Yū Hayami (優), japońska aktorka i piosenkarka
- You Higuri (優), japońska mangaka
- Yū Kagami (遊), japoński scenarzysta
- Yū Kamonomiya (ゆう), japońska seiyū
- Yū Kanamaru (悠), japoński kierowca wyścigowy
- Yū Kashii (由宇), japońska aktorka i modelka
- Yū Kataoka (勇), japoński wioślarz
- Yū Kikkawa (友), japońska piosenkarka
- Yū Kobayashi (ゆう), japońska seiyū
- Yū Koshikawa (優), japoński siatkarz
- Yū Koyama (ゆう), japoński mangaka
- Yū Shimaka (裕), japoński seiyū
- Yū Shiroyama (優), japoński muzyk, gitarzysta japońskiego zespołu the GazettE
- Yū Sugimoto (ゆう), japońska seiyū
- Yū Tamura (友), japoński piłkarz
- Yū Terashima (優), japoński mangaka
- Yū Watase (悠宇), japońska mangaka
- Yū Yabuuchi (優), japońska mangaka
- Yū Yamada (優), japońska aktorka, modelka i piosenkarka

## Fikcyjne postacie
- Yū Kanda (ユウ), główny bohater mangi i anime D.Gray-man
- Yū Matsuura (遊), główny bohater mangi i anime Marmalade Boy
- Yū Nishinoya (夕), główny bohater mangi i anime Haikyū!!
- Yū Ominae (優), główny bohater mangi Spriggan